# Jenefer Riili
Jenefer Riili (* 30. Dezember 1992 in Taufkirchen) ist eine deutsche TV-Darstellerin und Influencerin.

## Leben
Riili ist die Tochter einer Kroatin und eines Italieners. Sie wuchs in Taufkirchen auf und schloss dort 2008 die Realschule ab. Danach zog sie nach München, wo sie eine Ausbildung zur Automobilkauffrau absolvierte und zuletzt im Management eines Autohauses arbeitete. 2015 ging Riili nach Berlin und wurde Darstellerin in der Scripted-Reality-Show Berlin – Tag & Nacht (BTN), wo sie bis 2019 die Italienerin „Alessia Favelli“ verkörperte. Von 2018 bis 2020 war sie mit ihrem BTN-Kollegen Matthias Höhn liiert, die beiden haben einen gemeinsamen Sohn. Seit ihrem Ausstieg aus der Serie ist Riili hauptberufliche Influencerin auf Instagram und YouTube. Gelegentlich tritt sie in Reality-TV-Sendungen auf, wie beispielsweise 2021 in Kampf der Realitystars oder 2023 in Prominent getrennt. Außerdem studiert sie Wirtschaftspsychologie an der Hochschule Fresenius.

## Trivia
Ende 2016 fanden sich Bilder von Jenefer Riili und ihrer BTN-Kollegin Saskia Beecks auf dem Profil eines Gelddomina-Portals. Als dies bekannt wurde, erklärten die Darstellerinnen, nie in diesem Bereich tätig werden zu wollen. Zwar hätten sie sich dort registriert, dies sei aber nur ein Scherz gewesen.